# Estadio La Corredoria
El Estadio La Corredoria es un estadio de fútbol localizado en La Riera, Bricia, España. 
En él se disputan los encuentros que el Urraca Club de Fútbol disputa como local y tiene capacidad para aproximedamente 1 700 espectadores, 198 sentados.
La fibra vegetal con la que cuenta el campo de fútbol tiene una calificación FIFA de 2 estrellas y el campo pasa acontar con una calificación de Excelencia Deportiva.

## Partidos internacionales de fútbol disputados en el Estadio La Corredoria
El estadio ha acogido un encuentro internacional amistoso sub-17, fue entre las selecciones de España e Italia. Se disputó el 25 de enero de 2012.
| 25 de enero de 2012 | España                                                                        | 5:1 (3:1) | Italia       | Estadio La Corredoria, Posada de Llanes                                  |                                                                          |
|                     | Sandro Ramírez 5' 10' · Álex Serrano 8' · Álvaro Bustos 46' · Iván Calero 71' |           | Ferrante 38' | Asistencia: 2000 espectadores Árbitro(s): César Muñiz Fernández (España) | Asistencia: 2000 espectadores Árbitro(s): César Muñiz Fernández (España) |